# Manuel do Cenáculo
Manuel do Cenáculo de Vilas-Boas, ou simplesmente Manuel do Cenáculo, nascido Manuel de Vilas-Boas Anes de Carvalho (Lisboa, 1 de Março de 1724 – Évora, 26 de Janeiro de 1814) foi religioso franciscano, Bispo de Beja e Arcebispo de Évora.

## Biografia
Filho de José Martins, de Constantim, Vila Real, e de sua mulher Antónia Maria, de Lisboa (de origens modestas), professou no Convento da Ordem Terceira de São Francisco em Lisboa, a 25 de Março de 1740. Em 1749 doutorou-se em Teologia na Faculdade de Teologia da Universidade de Coimbra, onde veio a lecionar (1751–1755), tendo integrado a Junta Reformadora da Universidade. Nesta última desempenhou importante papel na reforma do ensino naquela instituição como Opositor e Lente, estudando ao mesmo tempo com grande empenho as línguas grega, árabe e siríaca.
Foi indicado à presidência da Real Mesa Censória pelo Marquês de Pombal, (a quem sugeriu a criação de uma biblioteca nacional) tendo sido nomeado deputado em 21 de Abril de 1768 e também sido indicado pelo rei, D. José I, como confessor do seu neto herdeiro, o Príncipe D. José, em 7 de Dezembro de 1768.

### Bispo de Beja
Em 1770, o Papa Clemente XIV decidiu restaurar a antiga Diocese de Beja, escolhendo Frei Manuel do Cenáculo para seu primeiro Bispo, tendo sido eleito a 5 de Março e confirmado a 4 de Setembro desse mesmo ano. Foi sagrado bispo pelo Cardeal Francisco de Saldanha da Gama na Capela Real da Ajuda a 28 de Outubro do mesmo ano.
Retido em Lisboa ao serviço do rei D. José I, foi o principal sagrante de D. Luis da Anunciação Azevedo, O.P., 15.º Bispo da Diocese Angola e Congo.
A 18 de Maio de 1777, após a morte do mencionado monarca, tomou posse e entrou solenemente na Diocese de Beja. Estabeleceu na sede da diocese bejense e em todos os seus arciprestados o uso das conferências eclesiásticas, fundando a Academia Eclesiástica de Beja em 1793, e instituindo no seu próprio paço episcopal um curso de humanidades. Procurou também implementar na Diocese novas formas de espiritualidade quer para o clero quer para o povo, encorajando a prática da oração mental atravé da meditação de diversos temas da vida de Cristo e da Doutrina. Reavivou antigas devoções, principalmente o culto mariano, proclamando a Virgem Maria como protectora da Diocese Bejense, o que ficou bem expresso na fundação que o mesmo bispo fez da Academia da Imaculada Conceição, em 1790, destinada a propagar a Sua devoção na Diocese restaurada. Desenvolveu o culto ao Santíssimo Sacramento e também o culto ao Sagrado Coração de Jesus ainda em expansão na Europa.
Foi ainda naquela cidade que começou a reunir uma importante colecção de peças arqueológicas, fazendo várias incursões a lugares da antiguidade como Mértola e Mérobriga (perto de Santiago do Cacém), juntando um valioso espólio lapidar e literário que transportou para Évora após a sua transferência como Arcebispo Metropolitano tendo sido, deste modo, o pioneiro dos museus em Portugal. Regeu a diocese até que foi eleito Arcebispo de Évora, deixando numerosas e notáveis pastorais e outros documentos, nos quais tratava de promover a instrução do clero, e outros assuntos relativos à fé e costumes, chegando muitos deles a serem impressos e divulgados na época. A este Prelado também se deve a dedicação da Igreja Matriz de Santiago do Cacém, a 1 de Setembro de 1800.
A 8 de Setembro de 1808, após a morte de D. Frei Joaquim do Rosário (1808), D. Fr. Manuel do Cenáculo, já como Arcebispo de Évora, escreveu uma pastoral em que se intitulava como arcebispo metropolitano de Évora com jurisdição na Diocese Bejense, anexando deste modo a diocese de Beja aos territórios da arquidiocese de Évora, até 1814.

### Arcebispo de Évora
Em 3 de Março de 1802 foi nomeado como Arcebispo Metropolitano de Évora: estava então com 78 anos de idade. Nesta cidade foi o responsável pela criação e instalação Biblioteca Pública. Durante a Guerra Peninsular, vivenciou os desmandos das tropas napoleónicas na região, nomeadamente o furto de inúmeras peças da Catedral e de outras igrejas, assim como da Biblioteca, não tendo os danos sido maiores pela intervenção do mesmo junto ao comando dos invasores.